# 王勵精
王勵精（？—1644年），西安府蒲城縣人，明朝政治與南明軍事人物。

## 生平
王勵精自選貢出身，崇禎年間擔任廣西通判，轉崇慶知州，在當地推行善政。崇禎十七年（1644年）八月成都失陷，崇慶州的居民聞風而逃，他的僕人勸他離開。王勵精拒絕離開，穿好官服向北面拜，再向西拜，從容地在牆壁寫下「孔曰成仁」等字句；再登上城樓於支柱綁上利刀，放置火藥在樓下。很快傳來敵軍騎兵渡江，他縱火焚燒城樓，利刀貫胸而死；張獻忠感嘆他的忠節，好好埋葬他的屍體。他寫下的字句從沒有褪色，二十多年後州人建祠祭祀他。祭祀完畢，牆壁立即倒下，使遠近的人都感到歎異。

## 引用
1. 1 2  錢海岳《南明史·卷三十六·列傳第十二》：王勵精，蒲城人。崇禎中，繇選貢授廣西通判，遷崇慶知州，多善政。十七年八月，成都破，州人聞風避，其僕勸之去。
2. ↑  錢海岳《南明史·卷三十六·列傳第十二》：勵精不可，具朝服北面拜，復西向如禮，從容於甬壁書孔曰成仁數語。登樓以利刃縛柱，貯火藥樓下。倏報敵騎渡江，縱火焚樓，觸刃貫胸死。張獻忠壯其節，葬之。所書字風雨不減，後二十餘年州人建祠祀之。祀畢壁即頹，遠近歎異。

## 延伸阅读
[在维基数据编辑]
 《明史卷二百九十五》，出自《明史》